# 烏克蘭去俄羅斯化
烏克蘭去俄羅斯化（羅馬化：Derusyfikatsiia/derosiianizatsiia v Ukraïni）是指在烏克蘭的去俄罗斯化的過程，從中除去俄國的影響，並扭轉烏克蘭的俄罗斯化。這方針從1991年苏联解体起開始，隨著2014年广场起义而加劇，並與乌克兰去共产主义化相輔相成。此外，2014年起的俄乌战争使烏克蘭人民對俄國更反感，因而更有力地推動了這過程。
去俄化主要包括為帶有俄國影響的地名而改名。由於俄國在歷史上的統治，不少地方都有為俄羅斯的政治或文化人物而命名的地方。除了地名以外，去俄化也包括拆除帶有俄方影響的公共標記（如牌匾、標志、紀念碑、半身像、面板等）。截至2022年4月8日，根據社会学團體Rating的一項民調顯示，76%的烏克蘭人支持政府實施去俄化的方案。 
2023年3月，乌克兰最高拉达通過了議案，實行禁止大部分與俄羅斯有關的地名，而烏克蘭總統泽连斯基亦在4月底簽署該議案。該法律禁止大部分象徵或贊揚俄羅斯或任何進行侵略的人物的地名，並主要包括俄罗斯帝国和苏联的高權人物。2023年起，12月25日成為官方正式的聖誕節，以排除在1月7日慶祝聖誕節的俄羅斯傳統。

## 歷史
這過程從1991年苏联解体後開始，但當時主要是針對去共化，而去俄化相對受到較少的關注。2014年，俄羅斯吞并克里米亞，而親俄武裝也同時發起了頓巴斯戰爭，俄國暴露了它在烏克蘭的勢力與影響。自此以後，去俄化與去共化一同受關注。烏克蘭的去共化自2016年實施以來，到2022年已經大致完成。
2022年2月，俄羅斯入侵烏克蘭，使去俄化成爲了重要抗俄的象徵。在烏克蘭各地，很多跟俄國有任何關係的標記，不論是城鎮村莊的名字，或是街道、紀念碑、告示牌等，都被除掉。最有名之一的是烏克蘭人民自由拱門旁邊的雕像被拆除，在2022年4月完成。
烏克蘭各大城市，包括利沃夫、第聂伯罗、基輔和哈爾科夫都有參與。伊万诺-弗兰科夫斯克成为烏克蘭第一个完全没有俄名街道的城市。
2022年6月，基輔市舉行了電子民調，為有俄方影響的街道與廣場名字揀選新的名稱。這民調共有約650萬人參與。
2022年4月，烏克蘭的文化和信息政策部長特卡琴科表示烏克蘭的去俄化會自然發生，並聲稱這是“永別俄帝國和蘇聯的形態與象徵的時候了”。他還指出，烏克蘭政府近日通過了“保護文化遺產修正案”文件的項目，這樣被俄化的文化遺產與古跡能夠合法地從國家的登記冊中刪去。
2023年4月21日，烏克蘭總統泽连斯基簽署了《關於譴責和禁止在烏克蘭宣傳俄羅斯帝國政策和地名的非殖民化》，正式地實行去俄化。該法律禁止任何象徵著或贊揚俄羅斯和蘇聯的標記、並所有跟其國家有聯係的紀念地、日期、事件、侵略的歷史、极权主义政策和做法等。這法律在烏克蘭臨時被占領土同樣適用。

## 實行事項

### 推行烏克蘭語
- 2016年10月17日，烏克蘭基础设施部部長表示，要求在鲍里斯皮尔国际机场的工作人員除去在機場裏任何有俄語或帶有共產主義的標版與名稱。無論是電子廣告牌或在揚聲器的宣佈信息都必須使用乌克兰语。表示這“不是官方語言的問題，而是自尊的問題”[13]
- 2017年5月23日，基輔市議會通過的《基輔市廣告媒體投放規則》正式生效，規定廣告使用烏克蘭語[14]
- 2017年10月5日，基輔市議會通過了一項《關於确保基辅市区域語言政策的措施》的決定。
  - 這法律規定烏克蘭語為基辅市裏當地居民的工作、記錄和文件語言，也是自治機關、公有制企業、機構和組織，以及官方公告和信息的語言[15][16]
- 2017年11月2日，日托米爾州的委員會通過了關於該地區服務業去俄語化的決定。此外，所有廣告、標牌、海報、告示板和任何的音頻、照片、片段裏的廣告產品和價格標示等都必須使用烏克蘭語[17]
- 2017年12月12日，切爾卡瑟市議會通過了《關於确保切爾卡瑟市地方語言政策措施的決定》。
  - 根據該決定，烏克蘭語是該市各生活领域的主要語言。無論是餐館的菜單、廣告、標志和海報必須使用烏克蘭語[18]
- 2018年2月15日，克羅皮夫尼茨基市議會通過了《關於保障地方語言政策措施的決定草案》。
  - 該決定規定在該市境内的所有機構、企業、組織的名稱、標志、海報、公告、廣告等都必須僅使用烏克蘭語。此外，所有餐饮场所必須有本國語言的菜單，並需要先用烏克蘭語溝通。只有在顧客要求時才能切換到其他語言[19]
- 2018年2月16日，利沃夫市議會批准了《關於利沃夫市在提供服務、贸易、商品和信息领域向公民提供服務的語言規範》的決議。
  - 該決議建議餐饮和服務機構以烏克蘭語和英語提供服務。該文件還規定，利沃夫的所有標志、海報、通知和價格標簽均應使用官方語言[20]
- 2018年5月31日，烏克蘭总统波罗申科簽署了《關於加强烏克蘭語言國家地位、促进创建烏克蘭统一文化空间的紧急措施》的法令。
  - 該法令旨在确保遵守關於烏克蘭語言作为烏克蘭全境公共生活所有领域的國家語言的全面发展和运作的宪法保障，加强其作为加强國家团结的手段在烏克蘭社会中的巩固作用，考虑到保护民族語言和文化以及語言信息空间的需要，支持民族文化的发展，鼓励其融入欧洲和世界文化空间的进程[21]
- 2018年10月4日，261名國會議員支持了《关于确保乌克兰语发挥国语作用法》，讓該法案能夠進行二讀。期間，國會制定了超過兩千多項修訂[22]
- 2019年4月25日，國會二讀後通過了《关于确保乌克兰语发挥国语作用法》[23]
- 2019年5月14日，國會通過繼續為這法律立草案，國會主席帕鲁比隨後簽署了定烏克蘭語為國家語言的法律[24]
- 2019年5月15日，烏克蘭總統波罗申科簽署了這法律[25] ，發佈後2個月生效[26]

### 俄語失去地位
- 2018年2月28日，烏克蘭憲法法院就2012年的《科列斯尼琴科-基瓦洛夫法（英语：Language policy in Ukraine#2012 Law on the Principles of the State Language Policy）》作出裁決，廢除了該法[27]
  - 該法本承認俄語和其他少數民族語言為烏克蘭的地方語言。如果該少數民族人口超過10%，當地的政府機構，包括法院與學校等都可以使用俄語或其他語言[28]
- 2018年4月12日，尼古拉耶夫州的地區官員撤銷俄語作爲地區語言的動議[29]
- 2018年4月25日，敖德薩市議會決定保留俄語作爲地區語言的動議[30]
- 2018年12月6日，哈爾科夫州的地區委員會決定撤銷俄語為地區語言的動議 [31]
- 2019年5月6日，第聂伯罗市的行政法院推翻俄語作爲地區語言的動議[32]
- 2019年6月7日，顿涅茨克州的行政法院推翻俄語作爲地區語言的動議
  - 該申請人是烏克蘭著名的人權運動者、利維夫大學编程系副教授斯維亞托斯拉夫·利廷斯基[33]
- 2019年9至11月，盧甘斯克州的數名村委會都撤銷了俄語作爲地區語言的動議[34]
- 2020年10月23日，扎波羅熱州的行政法院推翻俄語作爲地區語言的動議[35]
- 2020年12月4日，敖德萨州的行政法院推翻俄語作爲地區語言的動議[36]

### 改變地名

#### 基輔市
- 2016年12月14日，基輔市議會的文化、旅游和信息政策委員會批准了《關於重新命名基輔市林蔭大道、街巷、澄清名称、恢復歷史名城的決定草案》 ，擬為三條街巷改名。[37]
- 2018年2月22日，基輔市議會決定為市内9條街道改名。[38]
- 2018年12月6日，基輔市議會把“新罗西斯克廣場”更名為“切爾尼希夫廣場”，把“托尔斯泰街”更名為“弗拉基米爾貝茨街”[39]
- 2023年3月27日，基輔市議會将該市的尤里·加加林街（蘇聯宇航員）改爲列昂尼德·卡杰紐克大道（烏克蘭獨立後首位宇航员） [40]
- 2023年5月18日，基輔市議會為市内的26名物件改名，截至此時已經為市内共314個公共空間更名。這列表包括兩座基輔地鐵站：[41]
  - “列夫·托爾斯泰廣場站”改爲“烏克蘭英雄廣場站”
  - “人民友誼站”改爲“茲維里內茨站”

#### 其他地方
- 2017年7月1日，切爾諾夫策市議會把 “莫斯科奥林匹克街”更名為“西奇步枪手街”[42]
- 2017年12月14日，基輔地區委員會要求把“佩雷亞斯拉夫-赫梅利尼茨基”改名爲“佩雷亞斯拉夫”[43]
- 2019年10月30日，國會正式批准佩雷亞斯拉夫市的改名要求[44]
- 2020年10月9日，烏克蘭政府通過《關於重新命名自然保護區基金並某些領土和對象的決議》[45]
- 2022年4月13日，伊万诺-弗兰科夫斯克市把37條與俄羅斯有關的街道改名[46]
- 2022年10月，克拉斯諾赫拉德市議會把普希金、加加林等街道等重新命名[47]
- 2023年3月21日，最高拉达宣布禁止使用任何跟俄罗斯帝國或苏联相關的名字作爲地名[3]。次月，烏克蘭總統泽伦斯基簽署了該法律[4]

### 紀念碑被拆
- 2022年4月21日，切尔尼戈夫的一座紀念科斯莫杰米揚斯卡婭的碑被毁，9天後，一座普希金的纪念碑也同樣被毁[48]
- 2022年4月26日，烏克蘭決定留下在蘇聯時代興建的烏克蘭人民自由拱門，但把旁邊的青銅雕塑拆除[49]
- 2023年8月1日，位於基輔的祖國之母像中，該像的鐮刀錘頭被拆下，並改作爲烏克蘭國徽
- 2022年12月28日，敖德薩的數個雕像被拆，其中包括叶卡捷琳娜二世[50]、里瓦斯、沃蘭特、祖博夫和波將金[51][52]

### 俄羅斯文化中心
- 2016年10月25日，利沃夫州委員會決定驅逐俄羅斯文化中心内的人員，并把場地交給為烏克蘭於顿巴斯战争戰鬥的團體[53][54]。2018年10月13日，該地方成爲了“戰士之家”，一家為俄乌战争裏的現役或退伍軍人的中心[55]
- 2017年11月15日，一群國會代表要求關閉在烏克蘭個城市的俄羅斯文化中心，並聲稱它們被用來為俄罗斯特种部队工作，為顛覆國家的活動提供庇護[56]

### 其他
- 2016年2月4日，烏克蘭國會通過《關於重新命名某些定居點和地區的決議》，啓動了乌克兰去共产主义化的政策，也為一些由俄羅斯政治家而命名的地方改名[57]
- 2022年6月16日，烏克蘭教育和科学部在會議做出了決定，因俄羅斯入侵烏克蘭的緣故，從學校的教科書中删除40多部俄帝國與蘇聯時期作家的作品[58]
- 2023年5月3日，國會在二讀後通過了《烏克蘭文化遺產保護法修正案》，使“蘇聯和帝國文化的古跡”能夠合法地從國家的名錄冊中刪除。這法律也被稱爲《反普希金法》。[59]

## 外部鏈接
- . www.radiosvoboda.org. Radio Svoboda. 2019-09-29  [2019-09-29]. （原始内容存档于2019-09-29）.
- . ukrinform.ua. Ukrinform. 2018-03-19  [2018-03-19]. （原始内容存档于2018-03-19）.
- . language-policy.info. Language policy portal. 2018-02-22  [2018-02-23]. （原始内容存档于2018-02-24）.
- Kaspruk, Viktor. . Радіо Свобода (Radio Svoboda). 2009-08-24  [2023-11-04]. （原始内容存档于2018-01-06）.
- . bastion.tv. The Last Bastion. 2017-04-26  [2017-12-14]. （原始内容存档于2017-12-15）.
- . news.vash.ua. Your news. 2017-11-27  [2017-12-14]. （原始内容存档于2017-12-15）.
- . apostrophe.ua. Apostrophe. 2016-10-12  [2017-11-14]. （原始内容存档于2016-11-02）.
- . tyzhden.ua. Ukrainian week. 2015-11-28  [2017-11-14]. （原始内容存档于2017-11-27）.
- Kulyk, Volodymyr. . krytyka.com. Krytyka. October 2017  [2017-11-14]. （原始内容存档于2020-08-23）.
- . 5.ua. 5 Kanal（英语：5 Kanal (Ukraine)）. 2017-05-29  [2017-11-14]. （原始内容存档于2017-11-15）.
- . obozrevatel.com. Obozrevatel（英语：Obozrevatel）. 2016-08-02  [2017-11-14]. （原始内容存档于2017-11-15）.
- Melnyl, Ivan. . texty.org.ua. Teksty. 2009-09-08  [2017-11-15].
- . language-policy.info. Language policy portal. 2017-11-14  [2017-12-13]. （原始内容存档于2017-11-29）.
- Максим Кобєлєв. . language-policy.info. Language policy portal. 2017-12-30  [2018-01-06]. （原始内容存档于2018-01-04）.
- Марусик, Тарас. . Радіо Свобода (Radio Svoboda). 2017-12-31  [2018-01-06]. （原始内容存档于2018-01-06）.
- Юлія Дукач. . texty.org.ua. Teksty. 2018-11-06  [2018-11-07].